# Tony Renis
Tony Renis, pseudonyme de Elio Cesari, né le 13 mai 1938 à Milan, est un chanteur, un compositeur, un acteur et un producteur de disques italien.
En 1963, il remporte le festival de Sanremo avec Emilio Pericoli.

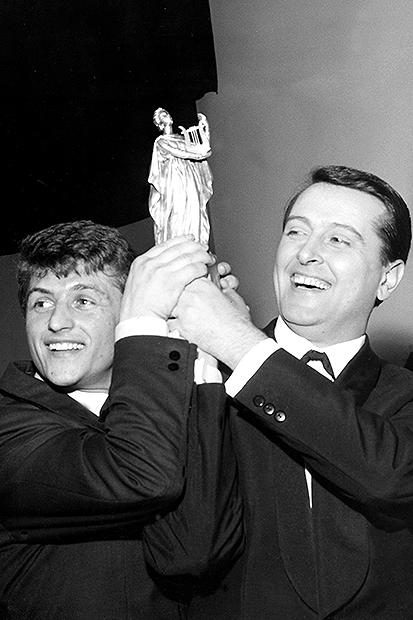
Tony Renis et Emilio Pericoli au Festival de Sanremo 1963.